# Línea N902 (Interurbanos Madrid)
La línea N902 de la red de autobuses interurbanos de Madrid une el intercambiador de Moncloa con el Prado de Somosaguas y la Ciudad de la Imagen (Pozuelo de Alarcón).

## Características
Creada en la década de 1990, con la denominación de N62 conectaba Moncloa con la Ampliación de la Casa de la Campo (Avenida de Europa) y el centro de Pozuelo de Alarcón, estableciendo el siguiente recorrido circular: Moncloa - Ciudad Universitaria (N-VI) - Aravaca (C/Arroyo Pozuelo) - Ampliación Casa de Campo (Avda. Europa) - C/Cirilo Palomo - C/Padre Vallet - C/Tenerías - Ctra. Carabanchel - C/Cirilo Palomo - Avda. del Generalísimo (actual Avda. Juan Pablo II) - C/Almansa (RENFE Pozuelo) - C/General Mola (actual Avda. Leopoldo Calvo-Sotelo Bustelo) - Aravaca (Avda. Osa Mayor y C/Ana Teresa) - Ciudad Universitaria (N-VI) - Moncloa.
En 1997 se deshace el recorrido circular y es prolongada al Prado de Somosaguas teniendo un recorrido similar al actual, y posteriormente en 2004 se prolonga a la Ciudad de la Imagen.
Desde el 17 de junio de 2005, la línea recibe su denominación actual.
Actualmente, en un trayecto de aproximadamente media hora de duración, la línea presenta un recorrido similar al de las líneas diurnas 657 y 658.
La línea mantiene los mismos horarios todo el año (exceptuando las vísperas de festivo y festivos de Navidad).
Está operada por la empresa Avanza Movilidad Integral mediante la concesión administrativa VCM-601 - Madrid – Pozuelo de Alarcón –  Majadahonda – Alcorcón (Viajeros Comunidad de Madrid) del Consorcio Regional de Transportes de Madrid.

## Horarios
| Noches de domingo a jueves y festivos | Noches de domingo a jueves y festivos | Noches de viernes, sábados y vísperas de festivo | Noches de viernes, sábados y vísperas de festivo |
| Madrid > Pozuelo                      | Pozuelo > Madrid                      | Madrid > Pozuelo                                 | Pozuelo > Madrid                                 |
| 01:00                                 | 01:45                                 | 23:50                                            | 00:30                                            |
| 05:00                                 | 04:00                                 | 01:15                                            | 02:00                                            |
|                                       |                                       | 02:45                                            | 03:30                                            |
| 04:15                                 | 05:00                                 |                                                  |                                                  |
| 05:45                                 |                                       |                                                  |                                                  |

## Recorrido y paradas

### Sentido Pozuelo
| Código | Parada                                        | Común con                                   | Conexiones con Metro y Metro Ligero | Municipio          | Zona |
| ------ | --------------------------------------------- | ------------------------------------------- | ----------------------------------- | ------------------ | ---- |
| 6003   | Moncloa (C/ Princesa)                         | 651 652 654 655 656 656A 657 658A N901 N906 | Moncloa                             | Madrid             |      |
| 1332   | Escuela Agronómica                            | N31 N901 N903 N906 N907                     |                                     | Madrid             |      |
| 1334   | Palacio de la Moncloa                         | N31 N901 N903 N906 N907                     |                                     | Madrid             |      |
| 1336   | Filosofía B - Estadística                     | N901 N906                                   |                                     | Madrid             |      |
| 1338   | Veterinaria                                   | N31 N604 N901 N903 N906 N907                |                                     | Madrid             |      |
| 6012   | Ctra. Hipódromo - Club Puerta de Hierro       |                                             |                                     | Madrid             |      |
| 4309   | Padre Huidobro - Carretera de Castilla        |                                             |                                     | Madrid             |      |
| 3450   | Carretera de Castilla - Colegio Rosales       |                                             |                                     | Madrid             |      |
| 3429   | Arroyo Pozuelo - Alcornoque                   |                                             |                                     | Madrid             |      |
| 3431   | Arroyo Pozuelo - Anís                         | N28                                         |                                     | Madrid             |      |
| 3433   | Arroyo Pozuelo - Hinojo                       |                                             |                                     | Madrid             |      |
| 3600   | Arroyo Pozuelo - Carretera de Húmera          |                                             |                                     | Madrid             |      |
| 6352   | Gta. Río Záncara - Ctra. Húmera               |                                             |                                     | Madrid             |      |
| 9502   | Ctra. Húmera a Aravaca - Río Nela             |                                             |                                     | Madrid             |      |
| 6507   | Ctra. Húmera a Aravaca - Av. Talgo            |                                             |                                     | Madrid             |      |
| 6508   | Ctra. Húmera a Aravaca - Colegio              |                                             |                                     | Madrid             |      |
| 16793  | Av. Europa - América                          |                                             |                                     | Pozuelo de Alarcón |      |
| 4882   | Av. Europa - Colonia Valdecahonde             |                                             |                                     | Pozuelo de Alarcón |      |
| 9336   | Av. Europa - Est. Berna                       |                                             | Berna                               | Pozuelo de Alarcón |      |
| 7505   | Av. Comunidad de Madrid - Est. Berna          |                                             | Berna                               | Pozuelo de Alarcón |      |
| 9273   | Av. Comunidad de Madrid - Saturno             |                                             |                                     | Pozuelo de Alarcón |      |
| 9479   | Av. Comunidad de Madrid - Est. Avenida Europa |                                             | Avenida de Europa                   | Pozuelo de Alarcón |      |
| 7672   | Av. Europa - Est. Avenida Europa              |                                             | Avenida de Europa                   | Pozuelo de Alarcón |      |
| 9493   | Av. Europa - Dinamarca                        |                                             |                                     | Pozuelo de Alarcón |      |
| 20777  | Av. Europa - Ctra. de Húmera                  |                                             |                                     | Pozuelo de Alarcón |      |
| 6859   | Av. Europa - Cerro de los Perdigones          |                                             |                                     | Pozuelo de Alarcón |      |
| 6547   | Av. Europa - Av. España                       |                                             |                                     | Pozuelo de Alarcón |      |
| 9481   | Portugal - Oporto                             |                                             |                                     | Pozuelo de Alarcón |      |
| 9048   | Av. Pablo VI - Chinchón                       |                                             |                                     | Pozuelo de Alarcón |      |
| 8679   | Chinchón - Cirilo Palomo                      |                                             |                                     | Pozuelo de Alarcón |      |
| 8700   | Ctra. Carabanchel - Cirilo Palomo             |                                             |                                     | Pozuelo de Alarcón |      |
| 8717   | Ctra. M502 - Est. Pozuelo Oeste               |                                             | Pozuelo Oeste                       | Pozuelo de Alarcón |      |
| 16950  | Ctra. M502 - Est. Somosaguas Centro           |                                             | Somosaguas Centro                   | Pozuelo de Alarcón |      |
| 10578  | P.º Finca - Prado del Rey                     |                                             |                                     | Pozuelo de Alarcón |      |
| 10580  | P.º Finca - Solano                            |                                             |                                     | Pozuelo de Alarcón |      |
| 12439  | P.º Hontanar - P.º Finca                      |                                             |                                     | Pozuelo de Alarcón |      |
| 12440  | Mistral - P.º Hontanar                        |                                             |                                     | Pozuelo de Alarcón |      |
| 10582  | Abrego - Mistral                              |                                             |                                     | Pozuelo de Alarcón |      |
| 11647  | Volturno - Cierzo                             |                                             |                                     | Pozuelo de Alarcón |      |
| 9382   | Aquilón - Volturno                            |                                             |                                     | Pozuelo de Alarcón |      |
| 8670   | Solano - Aquilón                              |                                             |                                     | Pozuelo de Alarcón |      |
| 8671   | Solano - Centro Comercial                     |                                             |                                     | Pozuelo de Alarcón |      |
| 11365  | Siroco - RTVE                                 |                                             |                                     | Pozuelo de Alarcón |      |
| 15639  | Siroco - Tramontana                           |                                             |                                     | Pozuelo de Alarcón |      |
| 15641  | Av. Casablanca - Av. Carrera                  |                                             |                                     | Pozuelo de Alarcón |      |
| 15643  | Av. Casablanca Nº1                            |                                             |                                     | Pozuelo de Alarcón |      |
| 15645  | Av. Casablanca - Diego De Velázquez           |                                             |                                     | Pozuelo de Alarcón |      |
| 11449  | P.º Príncipe - Telemadrid                     |                                             |                                     | Pozuelo de Alarcón |      |

### Sentido Madrid
| Código | Parada                                        | Común con                                   | Conexión con Metro y Metro Ligero | Municipio          | Zona |
| ------ | --------------------------------------------- | ------------------------------------------- | --------------------------------- | ------------------ | ---- |
| 11448  | P.º Príncipe - Telemadrid                     | N905                                        |                                   | Pozuelo de Alarcón |      |
| 15646  | Av. Casablanca - Diego De Velázquez           |                                             |                                   | Pozuelo de Alarcón |      |
| 15644  | Av. Casablanca Nº1                            |                                             |                                   | Pozuelo de Alarcón |      |
| 15642  | Av. Casablanca - Av. Carrera                  |                                             |                                   | Pozuelo de Alarcón |      |
| 15640  | Siroco - Tramontana                           |                                             |                                   | Pozuelo de Alarcón |      |
| 11366  | Siroco - RTVE                                 |                                             |                                   | Pozuelo de Alarcón |      |
| 8669   | Solano - Centro Comercial                     |                                             |                                   | Pozuelo de Alarcón |      |
| 6349   | Solano - Aquilón                              |                                             |                                   | Pozuelo de Alarcón |      |
| 9383   | Aquilón - Volturno                            |                                             |                                   | Pozuelo de Alarcón |      |
| 11646  | Volturno - Cierzo                             |                                             |                                   | Pozuelo de Alarcón |      |
| 10583  | Abrego - Mistral                              |                                             |                                   | Pozuelo de Alarcón |      |
| 12441  | Mistral - P.º Hontanar                        |                                             |                                   | Pozuelo de Alarcón |      |
| 12438  | P.º Hontanar - P.º Finca                      |                                             |                                   | Pozuelo de Alarcón |      |
| 10581  | P.º Finca - Solano                            |                                             |                                   | Pozuelo de Alarcón |      |
| 10579  | P.º Finca - Prado Del Rey                     |                                             |                                   | Pozuelo de Alarcón |      |
| 10577  | P.º Finca - Est. Somosaguas Centro            |                                             |                                   | Pozuelo de Alarcón |      |
| 8711   | Ctra. M502 - Est. Somosaguas Centro           |                                             | Somosaguas Centro                 | Pozuelo de Alarcón |      |
| 8716   | Ctra. M502 - Est. Pozuelo Oeste               |                                             | Pozuelo Oeste                     | Pozuelo de Alarcón |      |
| 8698   | Ctra. M502 - Antena Radio Madrid              |                                             |                                   | Pozuelo de Alarcón |      |
| 6884   | Av. Pablo VI - Rumanía                        |                                             |                                   | Pozuelo de Alarcón |      |
| 9047   | Av. Pablo VI - París                          |                                             |                                   | Pozuelo de Alarcón |      |
| 9482   | Portugal - Av. Pablo VI                       |                                             |                                   | Pozuelo de Alarcón |      |
| 6549   | Av. Europa - Holanda                          |                                             |                                   | Pozuelo de Alarcón |      |
| 6860   | Av. Europa - Mónaco                           |                                             |                                   | Pozuelo de Alarcón |      |
| 20778  | Av. Europa - Ctra. de Húmera                  |                                             |                                   | Pozuelo de Alarcón |      |
| 9494   | Av. Europa - Finlandia                        |                                             |                                   | Pozuelo de Alarcón |      |
| 9480   | Av. Europa - Est. Avenida Europa              |                                             | Avenida de Europa                 | Pozuelo de Alarcón |      |
| 7677   | Av. Comunidad de Madrid - Est. Avenida Europa |                                             | Avenida de Europa                 | Pozuelo de Alarcón |      |
| 7504   | Av. Comunidad de Madrid - Londres             |                                             |                                   | Pozuelo de Alarcón |      |
| 7515   | Av. Comunidad de Madrid - Suiza               |                                             |                                   | Pozuelo de Alarcón |      |
| 9337   | Av. Europa - Est. Berna                       |                                             | Berna                             | Pozuelo de Alarcón |      |
| 4941   | Av. Europa - Colonia Valdecahonde             |                                             |                                   | Pozuelo de Alarcón |      |
| 9339   | Av. Europa - América                          |                                             |                                   | Pozuelo de Alarcón |      |
| 6510   | América - Colegio                             |                                             |                                   | Pozuelo de Alarcón |      |
| 6511   | Ctra. Húmera a Aravaca - Av. Talgo            |                                             |                                   | Madrid             |      |
| 9501   | Ctra. Húmera a Aravaca - Valle del Pas        |                                             |                                   | Madrid             |      |
| 18365  | Ctra. Húmera a Aravaca - Rosa Luxemburgo      |                                             |                                   | Madrid             |      |
| 3601   | Arroyo Pozuelo - Carretera de Húmera          |                                             |                                   | Madrid             |      |
| 3434   | Arroyo Pozuelo - Hinojo                       |                                             |                                   | Madrid             |      |
| 3432   | Arroyo Pozuelo - Anís                         | N28                                         |                                   | Madrid             |      |
| 3430   | Arroyo Pozuelo - Alcornoque                   |                                             |                                   | Madrid             |      |
| 3451   | Carretera de Castilla - Colegio Rosales       |                                             |                                   | Madrid             |      |
| 4311   | Padre Huidobro - Carretera de Castilla        | N901 N903 N906 N907                         |                                   | Madrid             |      |
| 23     | Estadística - Geografía e Historia            | N31 N602 N604 N901 N903 N906 N907           |                                   | Madrid             |      |
| 1335   | Palacio de La Moncloa                         | N31 N901 N903 N906 N907                     |                                   | Madrid             |      |
| 1333   | Escuela Agronómica                            | N31 N602 N604 N901 N903 N906 N907           |                                   | Madrid             |      |
| 6003   | Moncloa (C/ Princesa)                         | 651 652 654 655 656 656A 657 658A N901 N906 | Moncloa                           | Madrid             |      |